# شهرستان ییشوی
شهرستان ییشوی (به لاتین: Yishui County) یک شهرستان‌های جمهوری خلق چین در چین است که در لینیای واقع شده‌است.
 شهرستان ییشوی   ۱۶۳ متر بالاتر از سطح دریا واقع شده‌است.